# 1129 (عدد)
 1129 هو عدد صحيح، يلي العدد 1128 ويسبق العدد 1130.

## في الرياضيات

### خصائص
- عدد طبيعي.[3]
- عدد فردي.[4][5]
- عدد موجب،[6] السالب منه هو - 1129.[7]

## في التاريخ
- 1129 هـ هي سنة في التقويم الهجري.
- هي سنة  1129 م في التقويم الميلادي.

## وصلات خارجية
الأعداد الصاتمة، ديوان اللغة العربية.